# Kegelsilene-associatie
De kegelsilene-associatie (Sileno-Tortuletum ruraliformis) is een associatie uit het duinsterretjes-verbond (Tortulo-Koelerion). De associatie omvat soorten- en bloemrijke pioniervegetatie van droge, kalkrijke maar ook mesotrofe zeeduinen. Het centrum van de verspreiding van deze associatie ligt in de kalkrijke Hollandse Duinen.

## Naamgeving en codering
- Syntaxoncode voor Nederland (rVvN): r14Ca02
- BWK-karteringscode: hd
- Natura2000-habitattypecode (EU-code): H2130
- Corine biotope: 16.22 - Dunes grises
- Eunis Habitat Types: B1.4 - Coastal stable dune grassland (grey dunes)

De wetenschappelijke naam Sileno-Tortuletum ruraliformis is afgeleid van de botanische namen van twee belangrijke diagnostische plantentaxa van deze associatie. Dit zijn de kensoort kegelsilene (Silene conica), en de verbondskentaxon groot duinsterretje (Syntrichia ruralis var. ruraliformis, synoniem Tortula ruraliformis).

## Fysiognomie
De kegelsilene-associatie is een soorten- en bloemrijke, open pioniervegetatie waarin zowel de kruidlaag als de moslaag zeer goed ontwikkeld zijn. De boom- en struiklaag zijn afwezig.

## Ecologie
Deze plantengemeenschap komt voor op droge, kalkrijke duinen met een wat hogere voedselrijkdom in de bodem dan bij de nauw verwante duinsterretjes-associatie. Ze heeft haar bestaan te danken aan historisch menselijk ingrijpen, zoals het extensief hoeden van vee, het uitbaten van kleine akkertjes en andere kleinschalige menselijke activiteiten in het duinlandschap. Deze activiteiten zijn ondertussen reeds lang gestopt, maar recreatie is een moderne vervanging voor deze oude gebruiken.
Samen met de associatie van wondklaver en nachtsilene kenmerkt de kegelsilene-associatie het historische zeedorpenlandschap.

## Subassociaties in Nederland en Vlaanderen
Van de kegelsilene-associatie komen in Nederland en Vlaanderen drie subassociaties voor.

### Subassociatie met buntgras
Een subassociatie met buntgras (Sileno-Tortuletum corynephoretosum) waarin buntgras (Corynephorus canescens) als differentiërende soort geldt. De syntaxoncode voor Nederland is r14Ca02a.

### Subassociatie met echt bitterkruid
Een subassociatie met echt bitterkruid (Sileno-Tortuletum picridetosum) waarin echt bitterkruid (Picris hieracioides) als differentiërende soort geldt. De syntaxoncode voor Nederland is r14Ca02b.

### Arme subassociatie
Een gedegradeerde, soortenarme subassociatie (Sileno-Tortuletum inops) waarin enkel de meest dominante soorten overblijven. De syntaxoncode voor Nederland is r14Ca02c.

## Verspreiding
De kegelsilene-associatie komt voor in een smalle strook langs de Nederlandse - en mogelijk ook Belgische en Noord-Duitse Noordzeekust.
In Nederland is ze vooral te vinden in de kalkrijke Noord-Hollandse duinen tussen Katwijk en Noordwijk en rond Zandvoort, en daarbuiten op enkele plaatsen in Zeeland en op de Waddeneilanden.

## Diagnostische taxa voor Nederland en Vlaanderen
De kegelsilene-associatie heeft als voornaamste kensoorten de naamgevende kegelsilene, zwenkdravik en duinaveruit. Oorsilene en liggende asperge heeft ze gemeen met de associatie van wondklaver en nachtsilene. Deze worden aangevuld met een groot aantal soorten van de hogerliggende niveaus en van het verbond van droge, kalkrijke duingraslanden. Meestal is ook muurpeper aanwezig.
Kruidlaag
| Kentaxon | Diff.soort | Presentie | Triviale naam          | Botanische naam                      | Opmerking                          |  |
| -------- | ---------- | --------- | ---------------------- | ------------------------------------ | ---------------------------------- |  |
| kA       | -          | > 60%     | kegelsilene            | Silene conica                        |                                    |  |
| kA       | -          | > 40%     | zwenkdravik            | Anisantha tectorum                   |                                    |  |
| kA       | -          | > 20%     | duinaveruit            | Artemisia campestris subsp. maritima |                                    |  |
| kA       | -          | > 20%     | liggende asperge       | Asparagus officinalis                |                                    |  |
| kA       | -          | > 20%     | oorsilene              | Silene otites                        |                                    |  |
| kA       | -          | < 10%     | ruw gierstgras         | Milium vernale                       |                                    |  |
| kA       | -          | < 10%     | bleek schildzaad       | Alyssum alyssoides                   |                                    |  |
| kA       | -          | < 10%     | knolbeemdgras          | Poa bulbosa                          |                                    |  |
| kV       | -          | > 80%     | zanddoddegras          | Phleum arenarium                     |                                    |  |
| kV       | -          | > 40%     | kandelaartje           | Saxifraga tridactylites              |                                    |  |
| kV       | -          | > 30%     | duinreigersbek         | Erodium cicutarium subsp. dunense    |                                    |  |
| kO       | -          | > 70%     | smal fakkelgras        | Koeleria macrantha                   |                                    |  |
| kO       | -          | > 30%     | ruw vergeet-mij-nietje | Myosotis ramosissima                 |                                    |  |
| kO       | -          | > 20%     | kruipend stalkruid     | Ononis spinosa subsp. repens         |                                    |  |
| kO       | -          | > 10%     | duinviooltje           | Viola curtisii                       |                                    |  |
| kK       | -          | > 80%     | zandhoornbloem         | Cerastium semidecandrum              |                                    |  |
| kK       | -          | > 60%     | zandzegge              | Carex arenaria                       |                                    |  |
| kK       | -          | > 40%     | geel walstro           | Galium verum                         |                                    |  |
| kK       | -          | < 10%     | vroege haver           | Aira praecox                         |                                    |  |
| -        | dS         | -         | echt bitterkruid       | Picris hieracioides                  | subassociatie met echt bitterkruid |  |
| -        | dS         | -         | buntgras               | Corynephorus canescens               | subassociatie met buntgras         |  |
| bg       | -          | > 60%     | muurpeper              | Sedum acre                           |                                    |  |

Moslaag
| Kentaxon | Diff.soort | Presentie | Triviale naam         | Botanische naam                      | Opmerking |  |
| -------- | ---------- | --------- | --------------------- | ------------------------------------ | --------- |  |
| kV       | -          | > 50%     | groot duinsterretje   | Syntrichia ruralis var. ruraliformis |           |  |
| kV       | -          | > 10%     | klein duinsterretje   | Syntrichia ruralis var. calcicola    |           |  |
| kV       | -          | < 10%     | kalksmaltandmos       | Ditrichum flexicaule                 |           |  |
| kK       | -          | > 50%     | gewoon klauwtjesmos   | Hypnum cupressiforme                 |           |  |
| kK       | -          | > 20%     | gewoon purpersteeltje | Ceratodon purpureus                  |           |  |
| kK       | -          | < 10%     | klein leermos         | Peltigera rufescens                  |           |  |